# Nilento Studio
Nilento studio är en inspelningsstudio som ligger söder om Göteborg, Sverige. Den grundades 1993 av musikerna Lars Nilsson och Jenny Nilsson.
Verksamheten var i starten en mobil studio och har under åren byggt sina egna inspelningslokaler.
Studion är framför allt populär bland jazz, storband, tv/film, funk, kör, musikal, opera, symfoni och blåsorkestrer etc.
Företaget gör även ljuddesign och driver sedan 2013 sitt eget skivbolag, "Nilento high resolution records"

## Diskografi (i urval)
- Avishai Cohen, “Seven Seas”
- Det Norske Blåseensemble, "Oskar Borg"
- Gothenburg Wind Orchestra, “Famous Marches"
- Jacob Karlzon, "More”
- Stockholm Royal Symphony Orchestra, "Royal wedding music of the Swedish Crown Princess"
- Stockholm Royal Symphony Orchestra, “Shumann Symphony nr 1, 2, 3, 4"
- Wedding music from the Royal Chapel
- Lars Danielsson, "Libera me"
- Linda Lampenius, "Angels"
- London Philharmonic Orchestra, "Decembertunes"
- Malou Berg, “Alignment"
- Steve Swallow & Bohuslän Big Band, “Swallow Songs”
- Ulf Wakenius, “Vagabond”
- Youn sun Nam "Lento"